# 西尾信用金庫
西尾信用金庫（にしおしんようきんこ）は、愛知県西尾市に本店を置く信用金庫。
通称は「にししん」。2013年（平成25年）10月に愛知県下の信用金庫では最も早く創立100年を迎えた。

## 沿革
- 1913年（大正2年）10月1日 - 設立。
- 1950年（昭和25年）4月1日 - 信用協同組合に転換・改組。
- 1951年（昭和26年）10月20日 - 信用金庫に転換、西尾信用金庫に改組。
- 2017年（平成29年）12月26日 - 中京大学と連携協定を締結[1]。
- 2020年（令和2年）3月23日 - この日から磁気の影響を受けにくい新しい通帳（Hi-Co通帳）を取扱開始した(Hi-Co通帳に対応していない信用金庫ATMではHi-Co通帳は使えない。) [2]。

## 営業地域
店舗は全て愛知県内にあり、以下の地域で営業している。 
西尾市、碧南市、額田郡幸田町、安城市、蒲郡市、刈谷市、高浜市、知立市、名古屋市、大府市、東海市、豊田市（合併した旧西加茂郡・東加茂郡の町村を除く）、岡崎市、豊明市、みよし市、長久手市、愛知郡東郷町、日進市、半田市、常滑市、知多市、知多郡

## 指定金融機関
- 西尾市

## 関連会社
- にししんビジネスサービス株式会社
- にししん信用保証株式会社
- にししんリース株式会社

## ギャラリー

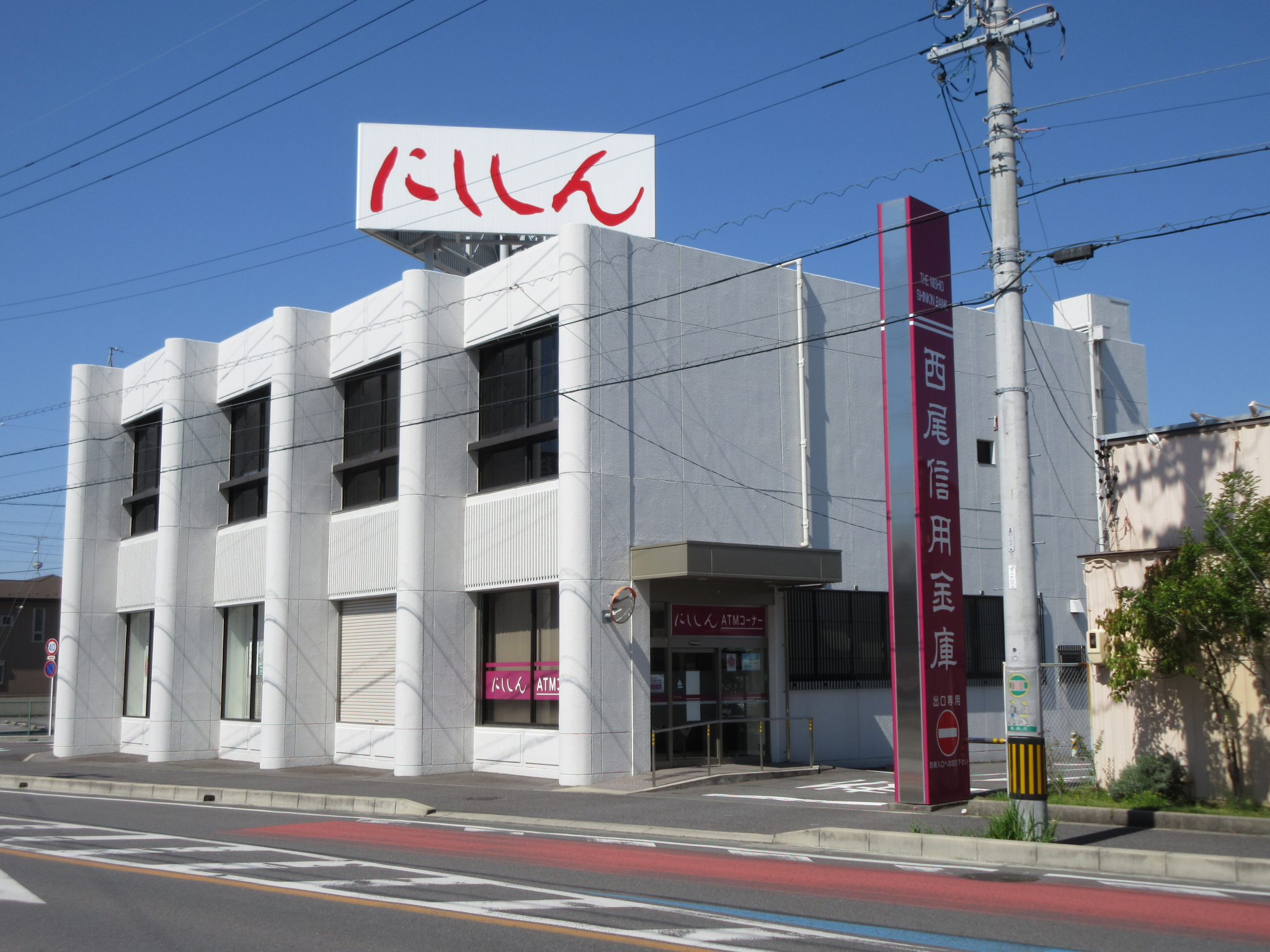
岡崎支店（岡崎市上六名）
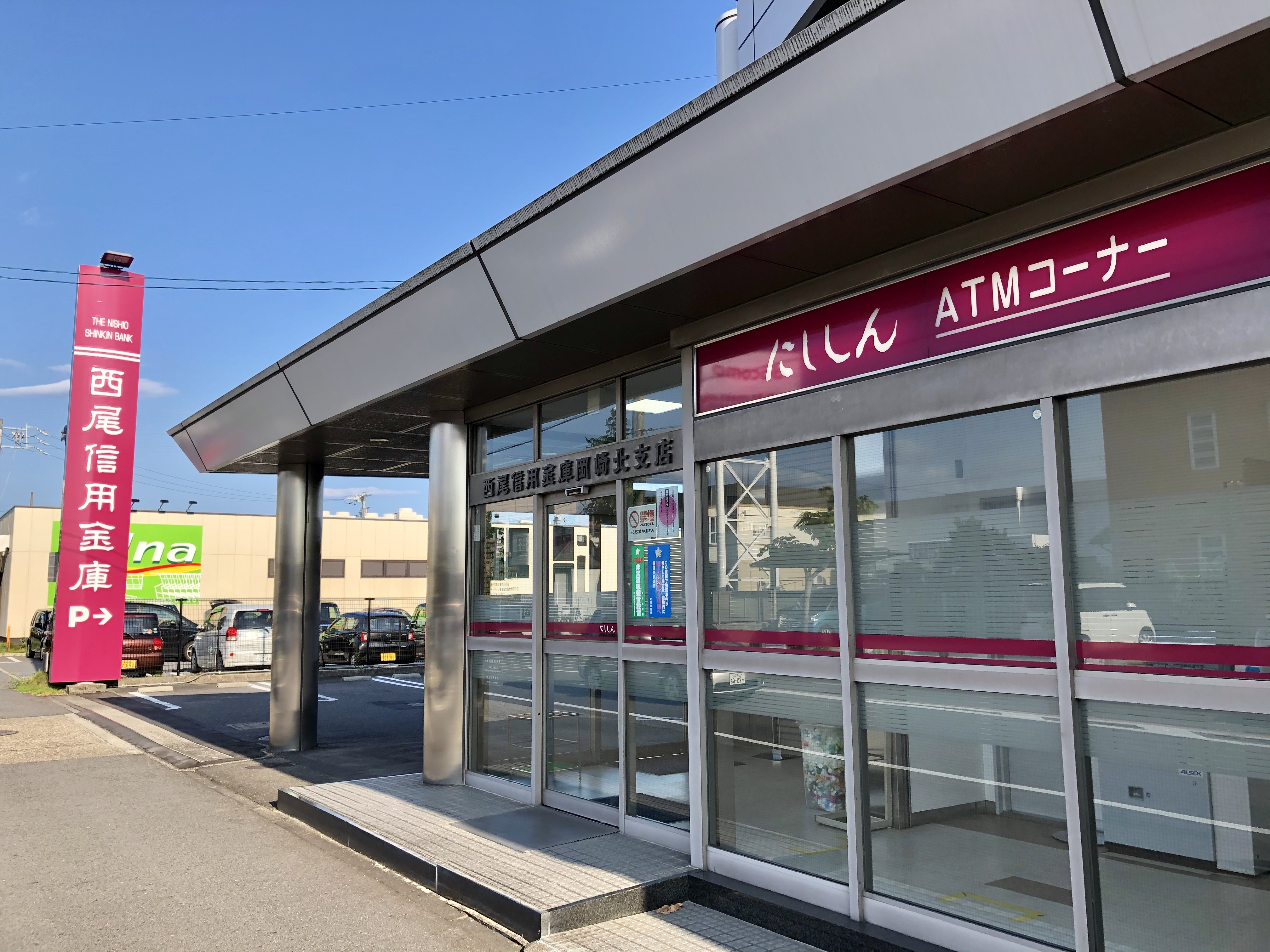
岡崎北支店（岡崎市井ノ口新町）
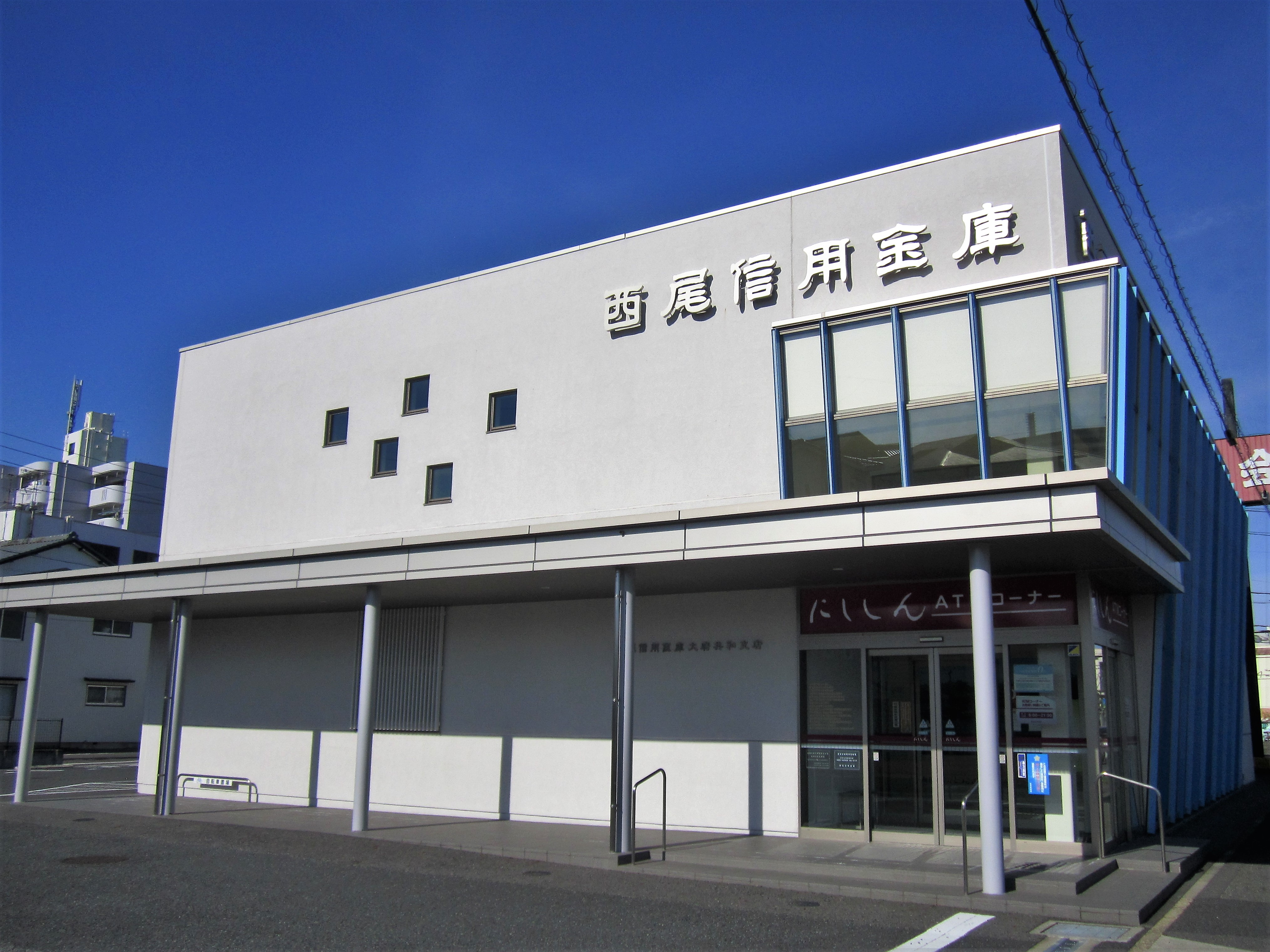
大府共和支店（大府市共和町）